# 16268 Mcneeley
A 16268 Mcneeley (ideiglenes jelöléssel 2000 JD44) a Naprendszer kisbolygóövében található aszteroida. A LINEAR projekt keretében fedezték fel 2000. május 7-én.